# Corral Petroleum Holdings
Corral Petroleum Holdings AB är ett brittiskt-svenskt holdingbolag som är moderbolag till den svenska petroleumbolaget Preem Aktiebolag.
För 2015 hade de en omsättning på nästan 66,4 miljarder SEK och hade 1 319 anställda. Corral är registrerat som ett svenskt publikt aktiebolag men har sitt huvudkontor i London i England i Storbritannien. Bolaget ägs av det cypriotiska holdingbolaget Moroncha Holdings Co. Ltd., som i sin tur ägs och kontrolleras av den etiopisk-saudiska företagsledaren och miljardären Mohammed al-Amoudi.